# Erbacher Wiesenmarkt

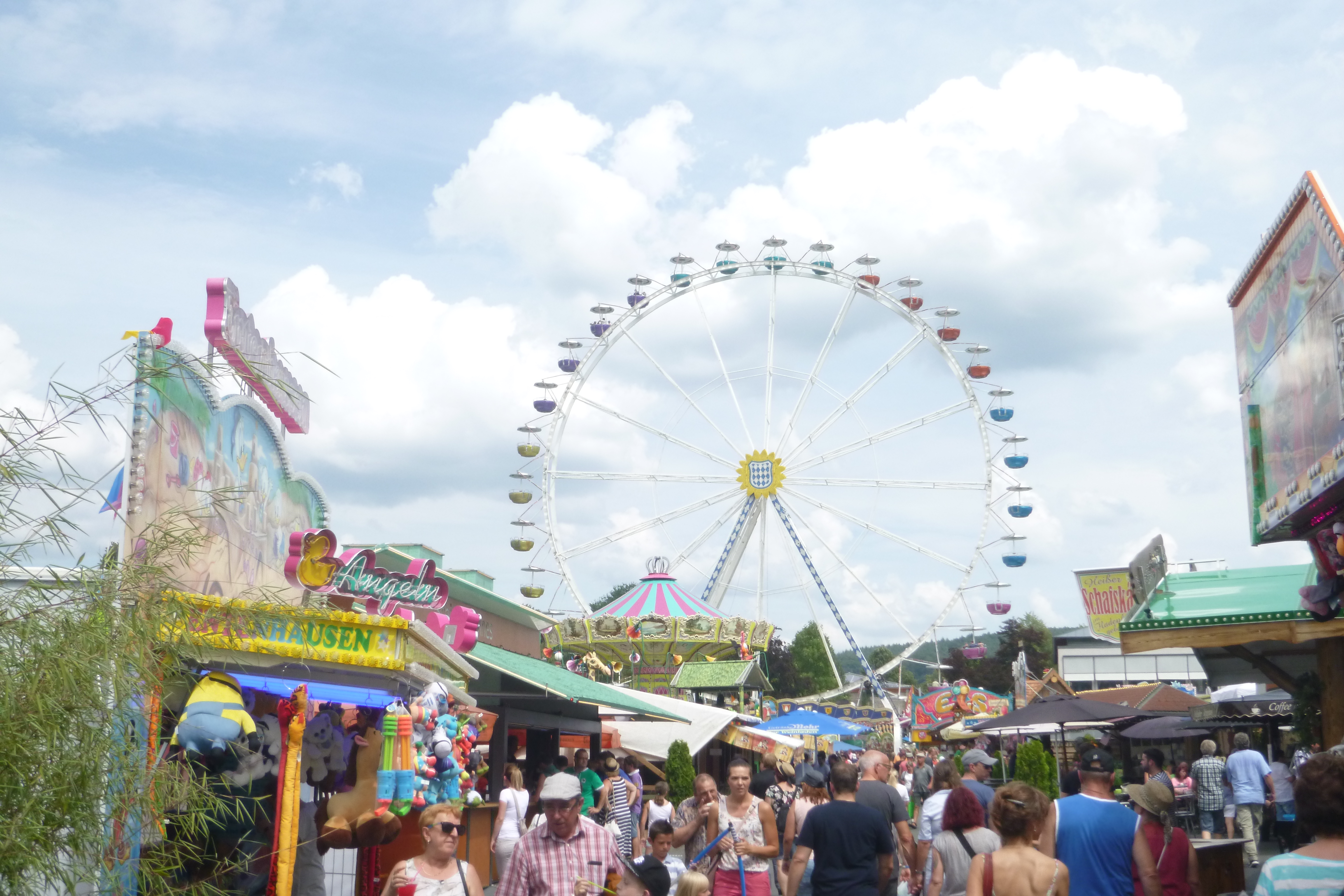
Wiesenmarkt 2018

Der Erbacher Wiesenmarkt gilt als größtes Volksfest in Südhessen und findet jährlich in Erbach (Odenwald) statt.
Das Fest beginnt jeweils in der vorletzten vollen Woche im Juli und dauert zehn Tage. Der letzte Markttag ist immer der letzte Sonntag im Juli. Eröffnet wird der Wiesenmarkt freitags. Donnerstags treffen sich die Bürger bereits zum Feiern auf dem Festgelände, die Aussteller und Gastronomen dürfen aber noch nichts verkaufen. Ein Höhepunkt ist das am zweiten Sonntag stattfindende Pferdewettrennen. Weitere Höhepunkte sind die großen Feuerwerke am ersten Freitag (früher ersten Sonntag) und am Mittwoch. Zusätzlich zu Schaustellern und Gastronomiebetrieben gibt es noch mehrere Messehallen mit Ausstellern (ca. 200) aus der Region, das Europäische Dorf und das Freigelände „Südhessen Messe“. Nach Angaben der Stadt besuchen über die zehn Festtage hinweg über eine halbe Million Gäste die Veranstaltung.

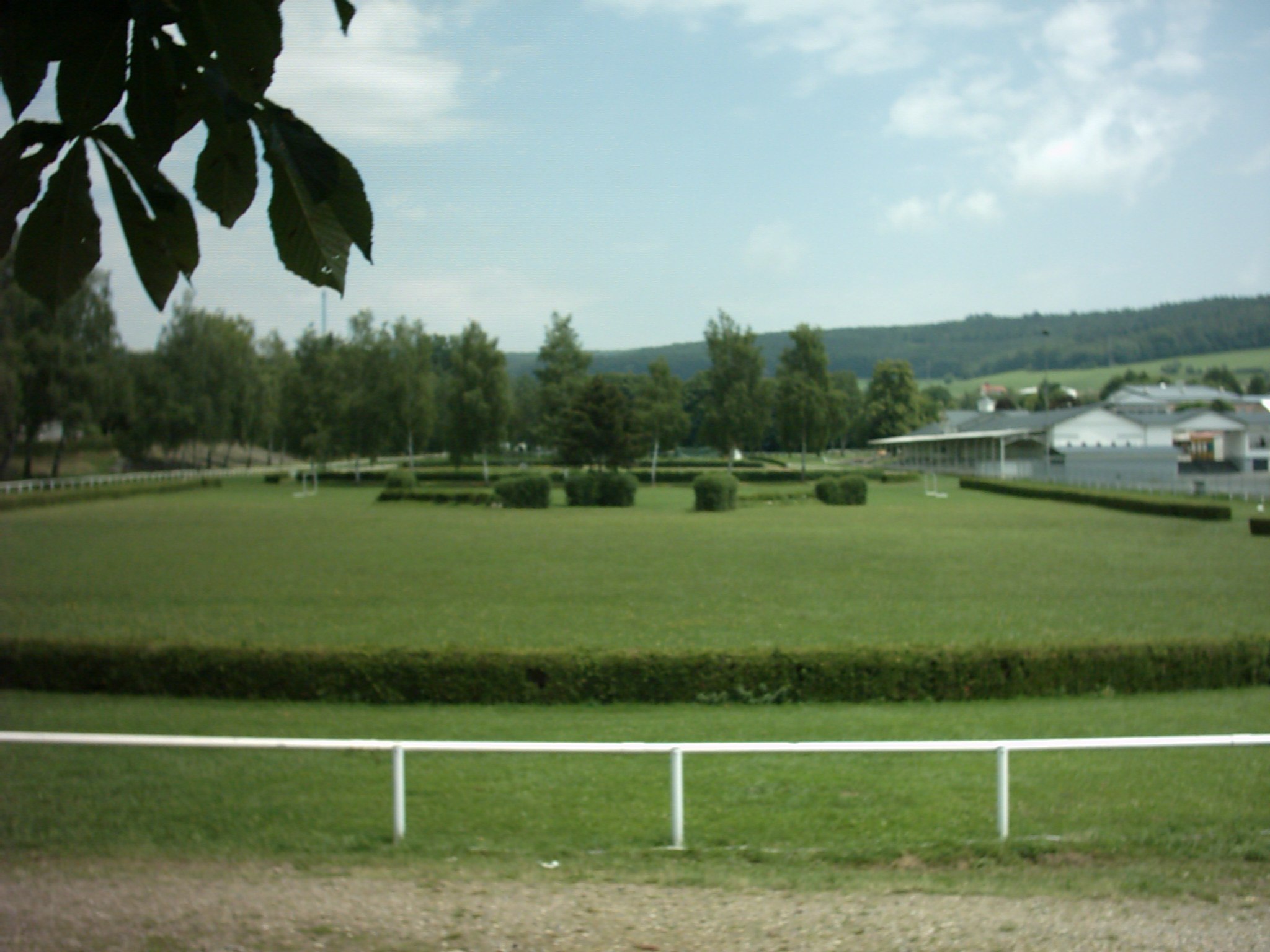
Die Erbacher Trabrennbahn wird in das Wiesenmarktgelände einbezogen

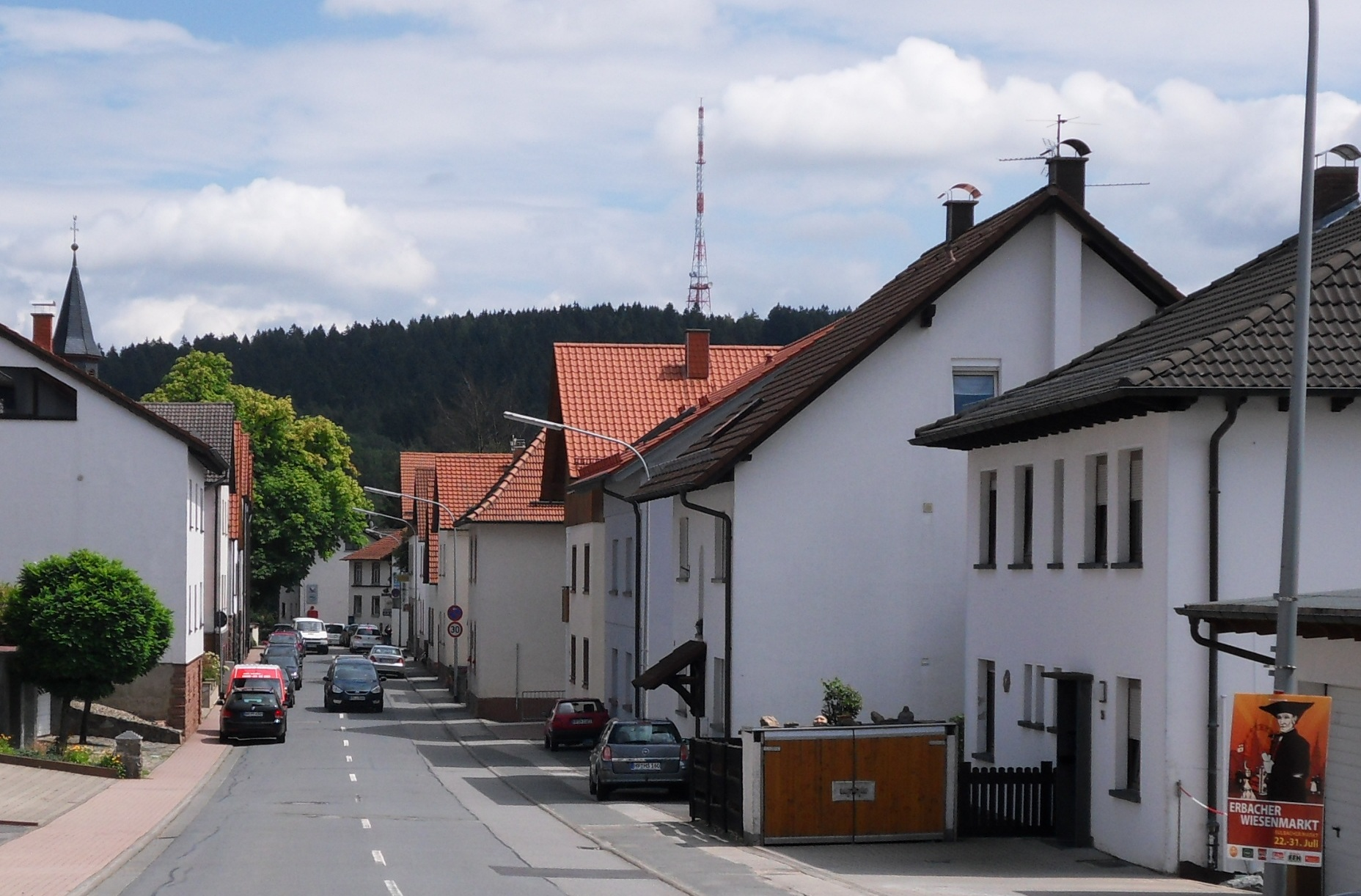
Werbeplakat für den Wiesenmarkt 2011, gesehen in Ober-Abtsteinach

## Geschichte
Der Wiesenmarkt (bis in die 1960er Jahre „Eulbacher Markt“ oder „Eulbacher Wiesen(Vieh-)markt“) war ein regional bedeutender Vieh-, Pferde- und Bauernmarkt. Bis zum Dreißigjährigen Krieg war Eulbach ein kleines Handelszentrum: Hier kreuzten sich alte Handelswege, die sich vom schiffbaren Neckar über Beerfelden, vom ehemals hessischen Bad Wimpfen über den Krähberg auf den Höhenzügen des Odenwalds zum Main hin zogen, nach Miltenberg, Seligenstadt, Obernburg, ins Hanauische und vom Rheintal von Worms und Speyer her kommend die klassische Nibelungenstraße über Eulbach in Richtung Main-Franken nach Böhmen und nach Sachsen. 
Die Grafen zu Erbach-Erbach besaßen dort einen Tiergarten und ein Jagdschloss. Der Vieh- und Bauernmarkt wurde im Jahr 1824 von den Grafen von Eulbach nach Erbach verlegt. Bis um 1960 war der Vieh- und Pferdemarkt mit den begleitenden Pferderennen und anderen Pferdesportarten Hauptbestandteil des „Eulbacher Marktes“. Das am Eingang des „Wiesenmarktes“ gelegene Schützenhaus deutet darauf hin, dass der „Eulbacher Markt“ tatsächlich zumindest in Teilen bereits Mitte des 19. Jahrhunderts in Erbach stattgefunden hat: Hier trafen sich die demokratischen Revolutionäre 1848 und auf dem (heutigen Wiesenmarkt-) Gelände neben dem Schützenhaus fand 1848 die historische Odenwälder Volksversammlung unter Leitung des Michelstädter Revolutionärs und Rechtsanwalts Ludwig Bogen statt.
1932 gab die Deutsche Reichsbahn erstmals ermäßigte Rückfahrkarten zum Besuch des Wiesenmarktes aus.